# (35278) 1996 SM
1996 أس أم (ويعرف أيضًا باسم (35278) 1996 أس أم وفق تسمية الكوكب الصغير) (بالإنجليزية: 1996 SM)‏ هو كويكب ضمن حزام الكويكبات؛ وترتيبه 35278 من حيث الاكتشاف.
اكتُشف هذا الجُرم الفلكي بواسطة Paul G. Comba ‏ في 16 سبتمبر 1996.

## وصلات خارجية
- (35278) 1996 SM في قاعدة بيانات مختبر الدفع النفاث لأجرام النظام الشمسي الصغيرة

- الاكتشاف · مخطط المدار ·  العناصر المدارية · المعلمات المادية

- (35278) 1996 SM على موقع ويكي سكاي: DSS2, SDSS, GALEX, IRAS, Hydrogen α, X-Ray, Astrophoto, Sky Map, Articles and images